# Jimmy Workman
James Christopher "Jimmy" Workman (Fairfax, Virginia, 4 de octubre de 1980) es un actor y escritor ocasional estadounidense. Mayormente conocido por participar en la película de "Comedia de terror" The Addams Family de 1991 haciendo el papel de Pugsley Addams
Con 10 años, Workman acompañó un día a su hermana mayor, Shanelle, al casting de la película. Shanelle audicionó para el papel de Wednesday, en el cual no fue escogida. Los responsables de la prueba se fijaron en Jimmy que estaba esperándola en una sala anexa. Le preguntaron si quería hacer la prueba para el personaje de Pugsley y finalmente fue aceptado.
Jimmy se retiró de la interpretación en 2002, tras haber participado como personaje episódico en algunas series, y haber trabajado en roles secundarios en películas como 'Mejor... imposible' (James L. Brooks, 1997) o 'The Biggest Fan' (Michael Criscione y Michael Meyer, 2002).

## Filmografía
- The Addams Family (1991)
- Christmas in Connecticut (1992)
- Addams Family Values (1993)
- Black Sheep (1996, sin acreditar)
- Mejor... imposible (1997)
- The Biggest Fan (2002)
- To Kill a Mockumentary (2004)

## Vida personal
En 2013 el antiguo actor fue noticia por solicitar la custodia de su hermana, la también actriz Ariel Winter, en la serie Modern Family.
Un año antes, la joven se había fugado de casa y se había ido a vivir con su hermana mayor Shanelle, alegando haber sufrido maltrato físico y emocional. En agosto de 2013, Jimmy Workman solicitó judicialmente la custodia de su hermana afirmando que Shanelle era una muy mala influencia para ella, y que lo único que quería era exprimirla como un limón para promocionar su propia escuela de interpretación.
La solicitud culminó en 2014, cuando un tribunal retiró permanentemente la custodia de Ariel a su madre y se la otorgó a Shanelle. "Ha sido la mejor parte de mi vida. Es sin duda mi mejor amiga. Es alguien muy importante para mí", afirmaba Ariel Winter sobre su hermana mayor, negando en parte las acusaciones vertidas por su hermano Jimmy.